# 佛恩角
65°15′S 61°38′W / 65.250°S 61.633°W

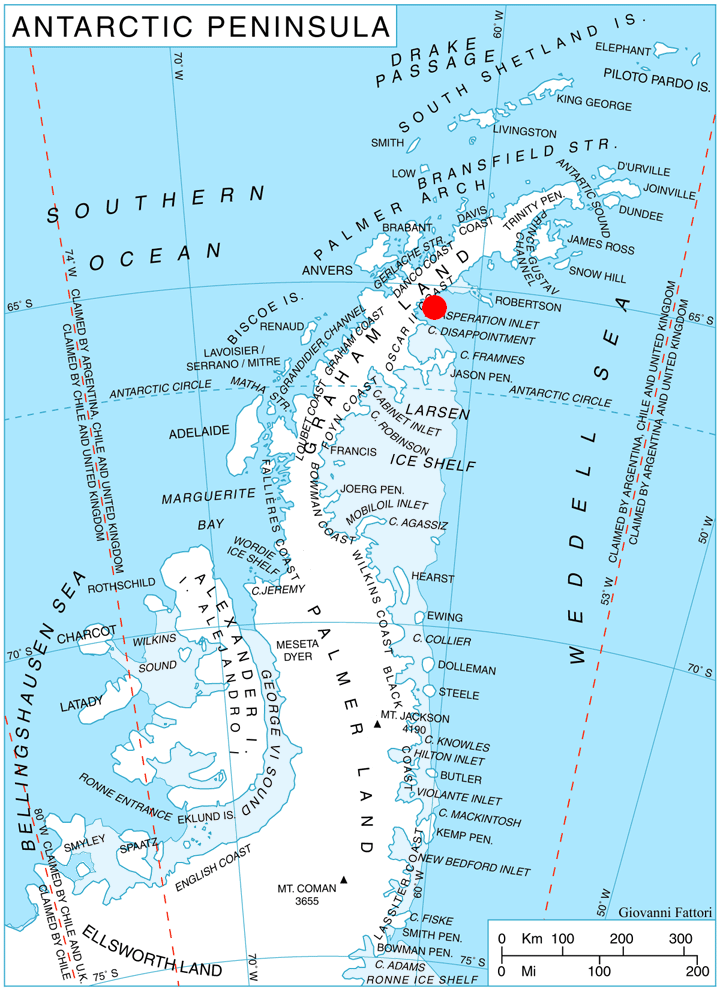

佛恩角是南極洲的海岬，位於葛拉漢地，是布拉戈耶夫格勒半島東南端，海拔高度525米，在1928年12月20日由澳大利亞極地探險家命名，現時由南極條約體系管理。